# Dimmen Gestel

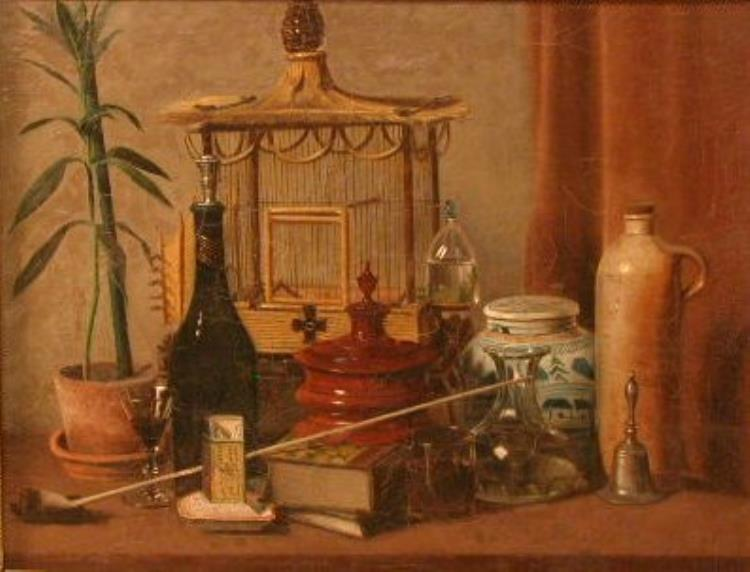
Stillleben mit Vogelkäfig

Dimmen Gestel (* 31. August 1862 in Dirksland; † 31. Juli 1945 in Eindhoven) war ein niederländischer Lithograf und Maler. Er war der Bruder der Maler Willem Gestel und Dirk Gestel.
Gestel war Schüler von Josephus Benjamin Weingartner, studierte von 1880 bis 1881 an der Rijksakademie van beeldende kunsten in Amsterdam unter der Leitung von August Allebé und von 1881 bis 1885 an der Rijksnormaalschool voor Teekenonderwijzers in Amsterdam unter der Leitung von Theo Molkenboer.
Er malte, zeichnete und lithographierte Stillleben, hauptsächlich aber Landschaften und brabantische Interieurs (im Stil der Haager Schule), lebte und arbeitete in Amsterdam, Den Haag und ab 1906 in Eindhoven.
Er wurde als Lithograph beim Sterben in die Bevölkerungsregister eingetragen.